# Uj (folyó)
Az Uj (oroszul: Уй) folyó Oroszország ázsiai részén és kisebb részben Kazahsztán északi vidékén, a Tobol bal oldali mellékfolyója.
Nevének jelentése baskír nyelven 'völgy, mélyedés'.

## Földrajz

Az Uj a Tobol folyórendszerében

Hossza: 462 km, vízgyűjtő területe: 34 400 km², évi közepes vízhozama a torkolatnál: 20,5 m³/s.
A Déli-Urálhoz tartozó Uraltau-hegység lábánál ered, kezdetben hegyvidéki jellegű folyó. A Cseljabinszki területen folyik délkelet, majd tovább az Urálontúli-plató északi részén kelet felé. Troick városnál kisebb víztározó épült a folyón, onnan kezdve kb. 250 km-en át a két ország határán folyik. Az országhatár közelében, Uszty-Ujszkoje (magyarul: Uj-torkolat) falutól 9 km-re ömlik a Tobolba, 994 km-re annak torkolatától. 
A folyó 15–45 m, alsó szakaszán 60–80 m széles. Teljes esése (a forrásnál és a torkolatnál mért tengerszint feletti magasság különbsége) 474 m.
Nagyobb mellékfolyója a bal oldali Uvelka (234 km) és a kazah területről érkező jobb oldali Togizak (vagy Toguzak, 246 km).
Az Uj mentén sok a kistelepülés, és Troick, valamint az Uvelka mellékfolyó partján épült Juzsnouralszk város ipari szennyvíze is a folyóba jut.